# アルスラン (アスト部)
アルスラン（モンゴル語: Arslan,中国語: 阿児思蘭、生没年不詳）とは13世紀前半のアスト部出身で、13世紀末にモンゴル帝国に仕えた人物。『元史』などの漢文史料では阿児思蘭(āérsīlán)と記される。

## 概要
『元史』阿児思蘭伝の記述によるとアルスランは元々自らの城・領地を有するアス人領主の一人であったようで、モンゴル軍に滅ぼされたメゲスを中心とするアス人勢力とはまた別の集団を率いていた。モンゴル帝国第2代皇帝オゴデイの治世にヨーロッパ遠征が始まると、トゥルイ家のモンケ率いる部隊はカフカース方面に進出し、アス人もモンゴル軍の攻撃に晒された。
自らの居城を包囲されたアルスランは長子のアサンジンを連れてモンケに投降し、モンケはアルスランの降伏を受け容れた。モンケはアルスランの有する軍隊の半数を現地の守りに残し、半数をモンゴル軍に加わるよう命じ、アルスランの息子アサンジンがアス人部隊を率いて従軍することになった。しかし、アサンジンはチェルゲ率いる軍勢との戦いで戦死してしまったため、モンケはアサンジンの遺骸をアルスランの下に返還し、彼を埋葬させた。そこでアルスランは「臣の長子アサンジンは亡くなり、モンゴル帝国のため力を尽くすことができなくなりました。今、次男のネグレイを献じますので、願わくばネグレイを臣下として用いてください」と述べ、これを受けてモンケはネグレイを配下に迎え入れた。
ネグレイはモンケが東方のモンゴリアに帰還するとこれに従って東方に移住し、これ以後ネグレイの子孫は代々東アジアに居住してモンゴル帝国-大元ウルスに仕えるようになった。

## 子孫

### ネグレイ
前述したように兄のアサンジンが戦死したことを切っ掛けにモンケに仕えるようになり、モンケに従って東アジアに移住した。
モンケの即位後、ネグレイはクビライを総司令とする南宋遠征軍に従軍し、ウリヤンカダイ率いる部隊に所属した。雲南・大理遠征では武功があり、ウリヤンカダイはその功績を称えて白金・名馬を与えている。時期は不明であるが、南宋との戦いの中で流れ矢に当たり戦死した。

### クルトダ
ネグレイの息子で、時期は不明であるが管軍百戸となり、クビライに仕えた。クビライによってボロト・ノヤンとともに使者として派遣されていたが、病で亡くなった。

### クト・テムル
クルトダの息子で、クビライの曾孫カイシャンに仕えた。1298年、カイドゥ・ウルスに属するドゥア軍の奇襲を受けて寧王ココチュの軍勢が敗走するとカイシャンが代わりの司令官として抜擢され、クト・テムルもカイシャンの指揮の下でカイドゥ・ウルスとの戦いで功績を挙げた。カイシャンが即位した1308年(至大元年)、クト・テムルは宣武将軍・左衛阿速親軍副都指揮使の地位を授けられたが、カイシャンが崩御した1311年(至大4年)に後を追うように亡くなった。